# Большие Бредники
Большие Бредники — деревня в Оленинском муниципальном округе Тверской области.

## География
Находится в юго-западной части Тверской области на расстоянии приблизительно 23 км на север-северо-восток по прямой от административного центра округа поселка Оленино.

## История
Деревня была отмечена ещё на карте 1825 года. В 1859 году здесь (тогда деревня Ржевского уезда) было учтено 8 дворов, в 1941 году — 33. До 2019 года входила в состав ныне упразднённого Молодотудского сельского поселения.

## Население
Численность населения: 82 человека (1859 год), 40 (русские 100 %) в 2002 году, 26 в 2010.